# خوسيه رايموندو دل ريو
خوسيه رايموندو دل ريو (بالإسبانية: José Raymundo Del Río)‏ هو سياسي تشيلي، ولد في 1783، وتوفي في 1866. انتخب وزير المالية - تشيلي وانتخب عضو مجلس الشيوخ من شيلي.